# スミレ16歳!!
『スミレ♡16歳!!』（すみれじゅうろくさい!!）は、永吉たけるによる日本の漫画作品。
デビュー作『スミレ♡17歳!!』（全2巻）の『マガジンSPECIAL』・『週刊少年マガジン』（講談社）における連載及び短期集中連載を経て、設定をリセットしたリメイク作品として『週刊少年マガジン』2006年第23号から第49号に連載、その後2006年12月号より再び『マガジンSPECIAL』に掲載を移し、2009年2月号まで連載していた。単行本は全5巻。
続編として作者が自身のTwitterで1日1ページ描き上げマンガ図書館Zにて合本化された『おざなりスミレ。』2作品が公開されている。
2008年、実写でテレビドラマ化（BSフジ）。詳細はテレビドラマの項参照。

## あらすじ
とある地方都市にある「里山高校」に四谷スミレという少女が転入してくる。一見可憐な普通の女子生徒だが、彼女は謎の「オヤジ」が操る腹話術の人形であった。
彼女が周囲を巻き込んで繰り広げる、青春ドタバタ学園コメディである。

## 登場人物
この作品の殆どの登場人物の名前には、花・植物の名前が入っている。
四谷 スミレ（よつや スミレ）
演 - 水沢奈子
里山高校に転入してきた、元気でキュートな女子高生。であるが、実は腹話術の人形。
天真爛漫で元気でワガママだが、正義感が強く、悪事を見るとたとえ相手が誰であろうと注意し、相手の冷たい態度や暴力に屈しない強い心を持つ。
孤独だった蓮華、桐生、水樹たちと友達になるべく、手段を選ばないアプローチを展開する。勉強は苦手。周りの学生と世代差を感じさせるファッションセンスや感性を持つ。
背中に操作用の穴がある。小学生の頃から「活動」していた（その頃のボディは子供の人形）。
苗字の由来は四谷シモン。
オヤジ（仮）
演 - 音尾琢真
スミレ（の人形）を操る謎の男性。氏名・経歴不詳。髭を生やし、顔以外全身黒のタイツを身にまとっている。
何のためにどうやって里山高校に来たのか、そしてなぜスミレを操っているのか一切不明。
全てにおいて「スミレを演じること」を優先し、たとえ自分がどんな状態であっても徹底して「自分は存在しない」がごとく振舞う。おせっかいの結果、相手から酷い暴力を受けても声一つあげない程の我慢強さを持つ一方で、たまに感情が昂って顔に出てしまう事もある。
長年スミレを演じ続けているらしく、彼女が小学生の頃は長髪だった。
ドラマ版では八代亜紀の大ファン。
大山 蓮華（おおやま れんげ）
演 - 平田薫
里山高校の1年生。小中学校時代からイジメられっ子で、高校でも不良グループのパシリにされかかったが、スミレのおかげで救われる。
スミレとは親友なのだが、時々人形である事実を意識し、未だ戸惑っている。オバケなどオカルト的な分野は苦手。
桐生 あけび（きりゅう あけび）
演 - 波瑠
里山高校の1年生。周囲から恐れられている極道一家の娘。別荘を所有しているなど裕福な家庭に育つ。
スミレとの出会いにより心を開き、高校在学の3年間は普通の女子高校生として生きることを決意する。
やたらと物事を賭け事に絡めてきたり、気が強く、喧嘩早い。勉強が苦手でスミレとはノリが合うなどといった共通点がある。
塚本 水樹（つかもと みずき）
演 - 時東ぁみ
里山高校の1年生。両親の夫婦喧嘩による家庭不和と空虚な日常への失望から他人を避け続けてきたが、スミレの熱心なアプローチで心を開き、蓮華・あけびと共にスミレの親友になる。
優等生で周囲からの信頼は厚く、彼女のおかげでスミレ（と背後のオヤジ）が許容されることもある。
町田 つつじ（まちだ つつじ）
里山高校の2年生。部員が彼女一人の「女子ボクシング部」部長。スミレ達が部室を訪れたことで出会う。プロレス同好会に部室を取られそうになるが、スミレ達の協力でこれを阻止する。
進木 大地（すすき だいち）
里山高校1年A組の生徒。水恐怖症だったが、スミレのおかげでこれを克服、水泳部に入るまでになる。
黒木 アゲハ（くろき あげは）
他校からの転入生。顕示欲が強く嫉妬深い性格で、男子生徒に対して猫を被り、あざとい動作や演出で人気を獲得するが、その反動で大半の女子生徒からの評判は著しく悪い。クラスの人気者であるスミレに対抗意識を燃やす。
桜 龍二（さくら りゅうじ）
他校で問題を起こして里山高校に転入した男子生徒。喧嘩早い性格で制服を着崩した服装を好むが、スミレと同じ腹話術の人形でロングヘアの女性が操っている。ちょっかいを出してくるスミレに対抗意識を燃やす。
その人形を操っているお姉さん(仮)と呼ばれる女性は人形とは逆に気弱で臆病な性格。
榎 アキラ（えのき あきら）
演 - 柳澤貴彦
『スミレ17歳!!』の登場人物。
関東最恐の不良として恐れられているが、実は人形マニアで外見的にスミレの存在に惹かれてゆく。
子供の頃に母親と死別、過去の度重なる非行で父親から見放されている。
山梨 修二（やまなし しゅうじ）
『スミレ17歳!!』の登場人物。
初めはスミレの友達である木下蘭が惚れた男子生徒で、蘭へ好意を抱くようにスミレが仕向けるもスミレの方に好意を抱き始めてしまい、その後、アキラとはスミレを巡っての恋敵の関係になる。軽そうな見た目とは裏腹に、寸止めの蹴りでアキラを震わせるほど喧嘩は強い。
山吹 麗子（やまぶき れいこ）
演 - 松田沙紀
里山高校の数学教師。25歳。後にスミレ達1年B組の担任に就く。
「世の中の出来事は、全て計算によって解決できる」がポリシーだが、理解の範疇を超えたスミレの存在に混乱するも、数々の出来事を経てスミレを操るオヤジの方に恋愛感情を抱く。
空手五段で、不良にも毅然とした態度を崩すことは無いが、意外にも幽霊が苦手で、怖い物を見ると思考停止する。
レックス・ベゴニア
演 - ジリ・ヴァンソン
里山高校の英語教師。日本文化を大いに愛しているものの、ちょんまげのカツラをかぶったり、筆書き・巻物の恋文を送ったり、菊の花をプレゼントしたり、と日本観を著しく取り違えている。剣道の心得あり。
漫画の9話で描かれた嘘タイトルロゴから年齢は28歳と思われる。ドラマ版では八代亜紀研究会の顧問を務めている。
里山学園理事長
演 - 村野武範
人形であるスミレを入学させた張本人。彼女に全幅の信頼を置き、排除論には耳を貸そうとしない。
ドラマではWindows XPのシステムエラー音のBGMで登場する。
校長
演 - 保積ぺぺ
人形であるスミレの在学＝存在を認めず、彼女の放逐を画策する。理事長の椅子を狙う姑息さや、いささかエキセントリックではあるものの、学園を愛する常識人ではある。
ジョニー
演 - 掟ポルシェ
ドラマオリジナルキャラクター。
学園内に居住している謎の校務員。
教頭
演 - 小島康志

## 単行本

### スミレ17歳!!
1. ISBN 4-06-363634-8
2. ISBN 4-06-363686-0

### スミレ16歳!!
1. ISBN 4-06-363727-1
2. ISBN 4-06-363770-0
3. ISBN 4-06-363858-8
4. ISBN 4-06-363980-0
5. ISBN 4-06-384102-2

## テレビドラマ
スミレの出演部分の多くは人間（水沢）が演じるが、シーンにより突然人形と入れ替わる「ダブルキャスト」。
番組の最後に「今日の不服ぅ〜」と題したNGシーンやメイキングの様子が放送されている（7話、8話、10話、11話はなし）。
主題歌を歌うPerfumeが、エンディングに「文化祭のステージ出演」という設定で出演している。また、『GAME』の初回版DVDにはスミレとオヤジ（仮）の出演部分をカットして再編集された「セラミックガール -Drama Another Version-」が収録されている。
スミレたちが「研究会」に入部するなど、ドラマ中の随所に（写真で）登場していた八代亜紀が11話に特別ゲストとして登場。役名は「ヤシロアキ」。八代の曲「鰻谷」もドラマ中で印象的に使用されている。
BSフジのみでの放送だったが、9月3日深夜27:08 - 27:38に第1話、9月14日早朝4:20 - 4:50には第2話がそれぞれフジテレビ（地上波）で放送された。

### スタッフ
基本情報は右記テンプレートを参照。
- 音楽：NARASAKI
- 制作：アットムービー・クリエイティヴ
- 製作：「スミレ♡16歳!!」製作委員会（マーベラスエンターテイメント、ポニーキャニオン、BSフジ、アットムービー、ポニーキャニオンエンタープライズ）

### DVD
- スミレ16歳!! DVD-BOX(1) 、2008年7月16日発売、￥12,600
  - 第1 - 6話収録＋特典映像（本編159分＋特典53分）
- スミレ16歳!! DVD-BOX(2) 、2008年8月20日発売、￥12,600
  - 第7 - 12話収録＋特典映像（本編159分＋特典61分）